# David Ellefson
David Warren Ellefson (n. 12 noiembrie 1964, Jackson⁠(d), Minnesota, SUA) este un muzician și compozitor american.
Este, de asemenea, basistul și co-fondatorul trupei americane de thrash metal, Megadeth, din 1983 până în 2002 și din nou din 2010. De asemenea, el a fost denumit „Junior” pentru a-l diferenția de colegul său de trupă David „Dave” Mustaine. Ellefson locuiește în prezent în Scottsdale, Arizona, Statele Unite. Pe lângă cântarea la chitară bas în trupa Megadeth, Ellefson are și diverse proiecte secundare care includ Temple of Brutality, F5, Killing Machine și Metal Allegiance.

## Tinerețe
Ellefson s-a născut pe 12 noiembrie 1964 în Jackson, Minnesota, Statele Unite. Este de origine norvegiană, germană și engleză. A devenit basist împlinit și și-a perfecționat abilitățile de scriere a cântecului, în timp ce a condus mai multe dintre propriile sale trupe pe scena clubului din regiunea Midwest din America de Nord, înainte de a se muta în Los Angeles.

### Prima interpretare cu Megadeth 1983-2002
În afară de chitaristul, vocalistul și compozitorul primar Dave Mustaine, Ellefson a fost singurul membru constant al formației Megadeth de la momentul înființării lor în 1983 până la destrămarea grupului în 2002 (Mustaine a reformat ulterior Megadeth fără Ellefson în 2004). Pentru a face diferența între cei doi "David", Mustaine s-a referit la Ellefson drept „Dave Junior”, care a fost adesea scurtată la „Junior”. A apărut la fiecare album și turneu de la discul din 1985, Killing Is My Business... and Business Is Good!, până în 2002, Rude Awakening. Stilul original de joc al lui Ellefson a implicat folosirea degetelor; cu toate acestea, pe măsură ce Megadeth a progresat și muzica a devenit mai complexă, a avut tendința de a prefera să cânte cu un pic/ plectrum. Ellefson a fost creditat cu câteva melodii Megadeth, inclusiv „Family Tree” din Youthanasia din 1994 (în colecția remasterizată din 2004 a CD-ului, cu toate acestea, piesa este creditată de Mustaine, Ellefson, Friedman, Menza, dar Dave Mustaine a creditat era Rust in Peace alinierea cu întregul album Youthanasia ca un omagiu pentru succesul trupei la momentul lansării inițiale a discului).

### Certurile cu Mustaine
Mustaine intenționează să lanseze un album solo în 2004, care va deveni în cele din urmă The System Has Falled, deși datorită obligațiilor contractuale, Mustaine l-a lansat în cele din urmă sub numele de Megadeth. Ulterior, Ellefson și Mustaine au avut un dezacord juridic sever în privința redevențelor și a drepturilor asupra numelui și a catalogului lui Megadeth înapoi, ceea ce a determinat ca Ellefson să depună un proces nereușit. Deși cei doi s-au bucurat odată de o prietenie strânsă, o animozitate considerabilă s-a dezvoltat între Ellefson și Mustaine, în sensul că, pe site-ul lui Ellefson, Megadeth nu a fost menționat în biografia sa, doar în discografie.
Într-un podcast de la jumătatea anului 2005, Ellefson nu a menționat deloc trecutul său cu Megadeth, în schimb s-a concentrat pe discutarea proiectelor sale actuale. Mustaine a considerat că Ellefson folosea pe nedrept numele Megadeth atunci când făcea publicitate unui amplificator pentru Peavey. Mustaine susține că a luat cina cu Ellefson în preajma Crăciunului, în 2005, pentru a vorbi despre diferite lucruri; acest lucru le-a obținut în condiții bune, deoarece Mustaine a declarat că au vorbit la telefon de mai multe ori după aceea. În 2010, Mustaine și Ellefson au convenit să păstreze problemele nerezolvate în trecut și lucrau la construirea și menținerea prieteniei lor din nou.
De atunci, Ellefson a continuat să spună că el consideră „faptul că, în timp ce am petrecut acest timp împreună, am creat o realizare pentru amândoi, că, în timp ce amândoi suntem productivi individual, Megadeth este cu siguranță mai puternic cu amândoi împreună.”
La sfârșitul anului 2018, el a confirmat că a fost considerat un basist al formației Metallica de două ori: în 1986, după ce Cliff Burton a fost ucis într-un accident de autobuz, iar în 2002, când basistul Jason Newsted a părăsit trupa cu un an mai devreme. Cu toate acestea, el nu a fost inclus în documentarul Some Kind Of Monster, iar poziția a fost luată de Suicidal Tendencies/Infectious Grooves și basiștii Ozzy Osbourne și Robert Trujillo.

### Alte proiecte și întoarcerea în Megadeth
Ellefson a format F5 în urma desființării lui Megadeth din 2002. Trupa a avut parte de Ellefson la bas, Sale Steele la voce, Steve Conley la chitară, John Davis la chitară ritmică și fostul coleg de trupă Megadeth, Jimmy DeGrasso la tobe. Primul lor album, A Drug for all Seasons, a fost lansat în 2005. F5 a apărut în sprijinul concertului lui Disturbed în februarie 2006 și a făcut turneul american Mid-West în vara lui 2006.
Ellefson a apărut, de asemenea, în noua înregistrare Kmor Machine Metalmorphosis în 2006, alături de DeGrasso; a lucrat și cu Temple of Brutality. Ellefson este în prezent membru al trupei de metal Avian, care îl are pe cântărețul Lance King. El a comentat într-un interviu pentru Alternative-Zine.com că „Megadeth a fost cu adevărat doar un punct de plecare pentru mine, în mod creativ”. Ellefson a cântat cinci piese pentru albumul Soulfly Prophecy și a cântat și pe o piesă pentru Dark Ages. De asemenea, a lucrat cu MC underground/producătorul de discuri Necro pentru albumul său intitulat Death Rap.
Ellefson este, de asemenea, un membru al unei trupe tribut numită Hail!. Ellefson, DeGrasso (Mike Portnoy până în 2010), Tim "Ripper" Owens și Andreas Kisser au format trupa la sfârșitul anului 2008. Trupa a fost, din aprilie 2009, în turneu în Europa. Ellefson a participat la proiectul Christmas Rock Northern Light Orchestra, a interpretat bas pe multe dintre cele 17 piese produse de bateristul rock Ken Mary și, de asemenea, la spectacolul live de Crăciun din April Orpheum Theatre, Phoenix, Arizona, Statele Unite.
În data de 8 februarie 2010, Ellefson a primit un mesaj de la bateristul Megadeth Shawn Drover, care spunea: „dacă a existat vreodată un timp pentru tine și Dave (Mustaine) pentru a vorbi, acum este”. Ellefson a fost invitat să repete cu trupa. După apelul telefonic, s-a lansat știrea că Ellefson va reveni în formația Megadeth. Ellefson a fost citat spunând că: „mi s-a părut că nu am plecat niciodată” după prima lor repetiție împreună.
În 2013, Ellefson a anunțat că autobiografia sa, intitulată "My Life With Deth", va fi emisă de editorul american Howard Books. Memoriul a fost co-scris cu autorul Joel McIver și conține o introducere preliminară de Alice Cooper.
În 2018, a fost anunțat că Ellefson a început să lucreze la „More Life With Deth”, urmărirea memoriei sale din 2013, „My Life With Deth”, pentru a fi co-scrisă cu partenerul de afaceri al Ellefson și colaboratorul frecvent, Thom Hazaert. Cartea va fi lansată pe 16 iulie 2019, de Jawbone Press, cu sediul în Marea Britanie, și include contribuții de la Alice Cooper, K.K. Downing din Judas Priest, Dan Donegan din Disturbed, Brian Welch din Korn, Mark Slaughter, Ron Keel, Jason McMaster din Dangerous Toys, Frank Bello din Anthrax, Chris Adler (din Lamb of God, fost membru al formației Megadeth), Mark Tremonti din Creed și Alter Bridge, Kiko Loureiro și Dirk Verbeuren din Megadeth, actorul Kristian Nairn (din Game of Thrones), și mulți alții, plus o introducere al co-autorului "My Life With Deth" și redactorul revistei Bass Player, Joel McIver.

## Discografie
Cu Megadeth
- Killing Is My Business... and Business Is Good! (1985)
- Peace Sells... but Who's Buying? (1986)
- So Far, So Good... So What! (1988)
- Rust in Peace (1990)
- Countdown to Extinction (1992)
- Youthanasia (1994)
- Cryptic Writings (1997)
- Risk (1999)
- The World Needs a Hero (2001)
- Thirteen (2011)
- Super Collider (2013)
- Dystopia (2016)

Solo (Ca David Ellefson)
- Sleeping Giants (2019)

Cu alții
- Soulfly – Prophecy (2004)
- F5 – A Drug For All Seasons (2005)
- Avian – From The Depths of Time (2005)
- Temple of Brutality – Lethal Agenda (2006)
- Necro – Death Rap (2007)
- Killing Machine – Metalmorphosis (2006)
- F5 – The Reckoning (2008)
- Tim "Ripper" Owens – Play My Game (2009)
- Angels of Babylon – Kingdom of Evil (2010)
- Gus G – I Am The Fire (2014)
- Johnny Wore Black – Walking Underwater Pt.2 (2014)
- Metal Allegiance – Metal Allegiance (2015)
- Operation: Mindcrime – The Key (2015)
- Metal Allegiance - Volume II: Power Drunk Majesty (2018)
- Altitudes & Attitude – Get It Out (2019)
- Mark Morton - Anesthetic (2019) (piesele 4 și 10)